# Sukhen Dey
Sukhen Dey (* 28. März 1989) ist ein indischer Gewichtheber.

## Karriere
Dey gewann bei den Junioren-Weltmeisterschaften 2009 Bronze im Reißen. Bei den Aktiven startete er im selben Jahr bei den Asienmeisterschaften in der Klasse bis 56 kg und erreichte den neunten Platz. 2010 gewann er bei den Commonwealth Games die Silbermedaille. Bei den Asienspielen kurz danach wurde er Zehnter. Am Ende des Jahres wurde er allerdings bei einer Dopingkontrolle positiv auf Methylhexanamin getestet und für zwei Jahre gesperrt. Nach seiner Sperre wurde Dey 2013 Sechster bei den Asienmeisterschaften und Erster bei den Commonwealthmeisterschaften. 2014 gewann er bei den Commonwealth Games die Goldmedaille und belegte bei den Asienspielen den zwölften Platz. Bei den Commonwealthmeisterschaften 2015 wurde er erneut Erster.